# Agelenopsis pennsylvanica
Agelenopsis pennsylvanica is een spinnensoort in de taxonomische indeling van de trechterspinnen (Agelenidae).
Het dier behoort tot het geslacht Agelenopsis. De wetenschappelijke naam van de soort werd voor het eerst geldig gepubliceerd in 1843 door Carl Ludwig Koch.